# قرار مجلس الأمن التابع للأمم المتحدة رقم 1207
قرار مجلس الأمن التابع للأمم المتحدة رقم 1207، المعتمد في 17 تشرين الثاني / نوفمبر 1998، بعد التذكير بجميع القرارات المتعلقة بالصراعات في يوغوسلافيا السابقة، ولا سيما القرار 827 (1993)، أدان المجلس جمهورية يوغوسلافيا الاتحادية (صربيا والجبل الأسود) لفشلها في تنفيذ أوامر الاعتقال الصادرة عن المحكمة الجنائية الدولية ليوغوسلافيا السابقة.
وأشار مجلس الأمن إلى الاتفاق الإطاري العام وأعرب عن أسفه لعدم تعاون جمهورية يوغوسلافيا الاتحادية مع المحكمة الجنائية الدولية ليوغوسلافيا السابقة.
متصرفًا بموجب الفصل السابع من ميثاق الأمم المتحدة، ذكَّر المجلس جميع الدول بالتزامها بالتعاون مع المحكمة، بما في ذلك تنفيذ أوامر الاعتقال. ودعا البلدان التي لم تفعل ذلك بعد، بما في ذلك جمهورية يوغوسلافيا الاتحادية، إلى اتخاذ تدابير بموجب قوانينها المحلية لتنفيذ القرار 827؛ ولا يجوز لها التذرع بأحكام القانون المحلي لتبرير عدم وفائها بالتزاماتها بموجب القانون الدولي.
وأدان القرار عدم صدور مذكرات توقيف بحق ثلاثة مشتبه بهم متهمين بارتكاب مذبحة راح ضحيتها 200 كرواتي، وطالب بالتنفيذ الفوري وغير المشروط لأوامر التوقيف هذه ونقلها إلى المحكمة. تم حث السلطات في جمهورية يوغوسلافيا الاتحادية وكوسوفو ودول أخرى على التعاون مع المدعي العام في المحكمة الجنائية الدولية ليوغوسلافيا السابقة بشأن جرائم الحرب المزعومة. وأخيراً، تم حث رئيس المحكمة على اطلاع المجلس على التطورات.
تم اعتماد القرار بأغلبية 14 صوتًا، مع امتناع دولة واحدة عن التصويت هي الصين، التي قالت إن المحكمة الجنائية الدولية ليوغوسلافيا السابقة ليست محكمة قانونية دائمة وبالتالي لا يمكنها التدخل في الشؤون الداخلية لجمهورية يوغوسلافيا الاتحادية ودول أخرى.

## روابط خارجية
- نص القرار في undocs.org